# Moldavia (Schiff, 1922)
Die Moldavia (II) war ein 1922 in Dienst gestelltes Passagierschiff der britischen Peninsular and Oriental Steam Navigation Company, das für die Reederei auf der Linienstrecke nach Australien im Einsatz stand. Das 1928 aus ästhetischen Gründen mit einem zweiten Schornstein ausgestattete Schiff blieb bis Dezember 1937 in Fahrt und wurde 1938 in Newport abgewrackt.

## Geschichte
Die Moldavia wurde bereits am 5. Dezember 1916 in Auftrag gegeben, der Bau verzögerte sich jedoch wegen des Ersten Weltkriegs um mehrere Jahre. Sie lief schließlich am 1. Oktober 1921 unter der Baunummer 839 in der Werft von Cammell, Laird & Company in Birkenhead vom Stapel und wurde am 19. September 1922 nach erfolgreichen Probefahrten an die Peninsular and Oriental Steam Navigation Company abgeliefert. Die Baukosten beliefen sich auf etwa 1,24 Millionen Pfund Sterling. Am 13. Oktober 1922 brach das Schiff von Tilbury zu seiner Jungfernfahrt nach Australien auf. Neben den Passagieren und der üblichen Ladung besaß es zudem zwei Frachträume für Kühlwaren.
Am 26. Dezember 1923 brach auf dem Weg von Colombo nach Fremantle ein Brand im Frachtraum der Moldavia aus, der die geladene Fracht und auch das persönliche Gepäck der Passagiere zerstörte. 1928 wurde das Schiff, das nach Indienststellung wegen seines altmodischen Aussehens in der Kritik stand, umgebaut und mit einem zweiten Schornstein versehen, der jedoch lediglich als Zierde diente. Beim selben Umbau erfolgte eine Umstellung des Antriebssystems auf Ölfeuerung. Zudem wurden die Passagierbereiche der Zweiten Klasse durch die Dritte Klasse ersetzt. Ab April 1930 fiel außerdem die Erste Klasse des Schiffes weg, da das fortan nur noch Auswanderer transportieren sollte.
Nur ein Jahr später erhielt die Moldavia im August 1931 jedoch einen erneuten Umbau in Tilbury. Ihre Passagiere reisten fortan alle in der neu eingerichteten Touristenklasse, was in etwa mit dem Komfort einer Zweiten Klasse zu vergleichen ist. In den 1930er Jahren bot das Schiff neben dem Liniendienst nach Australien auch Kreuzfahrten an. Während einer solchen Kreuzfahrt im Mittelmeer erlitt die Moldavia nach dem Auslaufen aus Monte Carlo einen Maschinenschaden und musste für Reparaturarbeiten nach Gibraltar. 1937 wurde das Schiff im Rahmen einer Flottenparade zu den Feierlichkeiten zur Krönung von Georg VI. in Spithead gechartert, um Schaulustige zu befördern.
Am 17. September 1937 lief die Moldavia letztmals aus dem Hafen von Sydney aus. Am 24. Dezember 1937 beendete sie ihre letzte Überfahrt in Tilbury und wurde anschließend nach nur 15 Dienstjahren ausgemustert. Nach mehreren Monaten Liegezeit ging das Schiff am 5. April 1938 zum Preis von 38.000 Pfund Sterling in den Besitz der Abwrackwerft John Cashmore Ltd. über, die Übergabe erfolgte am 11. April. Sieben Tage später traf die Moldavia zum Abbruch in Newport ein.